# Бляхар

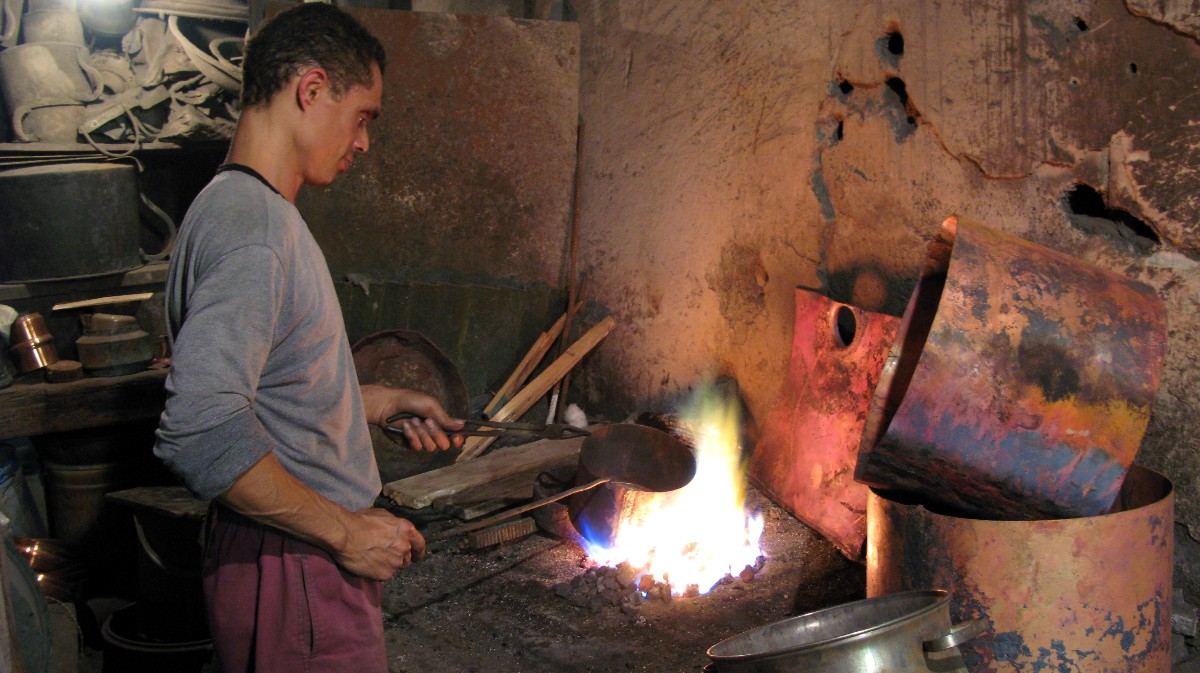
Бляхар у Триполі, Лівія

Бляха́р — майстер, що виготовляє різні бляшані вироби. Традиційно бляхарі виготовляли сталевий садівничий інвентар та домашні інструменти. Бляхарі також працювали з цинком і займаються покриттям дахів.
У теперішній час бляхарі займаються обробкою технічних об'єктів, ремонтом і виготовленням вузлів з листового металу, облицьовування, баків. У своїй роботі бляхар виконує численні складні операції: проводить розкрій металу, вальцює циліндричні метали, здійснює паяння, точкове зварювання, свердління і вибивання отворів, виготовляє вузли різних механізмів. Бляхарі також займаються правкою вм'ятин, наладкою пресів і іншого високоточного устаткування.
Останнім часом слово «бляхар» набуло ще одного значення: у розмовній мові так називають власників євроблях, явища, яке набуло масового характеру після Євромайдану.